# Рейчел Левін
Рейчел Ліленд Левін (англ. Rachel Leland Levine), ім'я при народжені Річард Левін (нар. 28 жовтня 1957) — американський педіатр і чотиризірковий адмірал Служби охорони здоров'я США, помічник міністра охорони здоров'я США з 26 березня 2021 р. Левін є одним із небагатьох державних чиновників із відкритою трансгендерністю в Сполучених Штатах та першим трансгендером, що займає посаду, яка потребує затвердження Сенатом. 19 жовтня 2021 року Левін стала першим відкрито трансгендерним офіцером із 4 зірками у восьми військових службах країни. Вона також стала першою жінкою-чотиризірковим адміралом у військовому корпусі.

## Раннє життя та освіта
Річард Левін народився 28 жовтня 1957 року у місті Вейкфілд, штат Массачусетс. Його батьки, Мелвін і Ліліан Левін, були юристами. Його сестра Бонні Левайн старша на чотири роки. Левін єврей і виріс у єврейській школі. Левайн отримав атестат середньої школи в школі Belmont Hill в Белмонті, штат Массачусетс.
Левін закінчив Гарвардський коледж і Медичну школу Тулейнського університету та закінчив ординатуру з педіатрії та стипендію з підліткової медицини в Медичному центрі Маунт-Сінай на Манхеттені, Нью-Йорк.
З 1988 по 1993 рік Левін працював в нью-йоркській лікарні Маунт-Сінай, де проходила стажування з педіатрії. Після переїзду з Манхеттена до центральної Пенсільванії в 1993 році приєдналася до штату Пенсильванського медичного центру Герші. Там він заснував відділення підліткової медицини та клініки харчових розладів.
У 2011 році Левін здійснив трансгендерний перехід, став жінкою та змінив ім'я на Рейчел.
У 2015 році губернатором Пенсільванії Томом Вулфом Левін призначена на посаду генерального лікаря Пенсільванії. На цій посаді Левін підписала наказ, який дозволив правоохоронцям носити з собою ліки від передозування налоксон. Обіймала посаду генерального лікаря до 2017 року.
У липні 2017 року губернатор Вольф призначив Левін секретарем з охорони здоров'я, і вона була одноголосно затверджена Сенатом штату Пенсільванія.

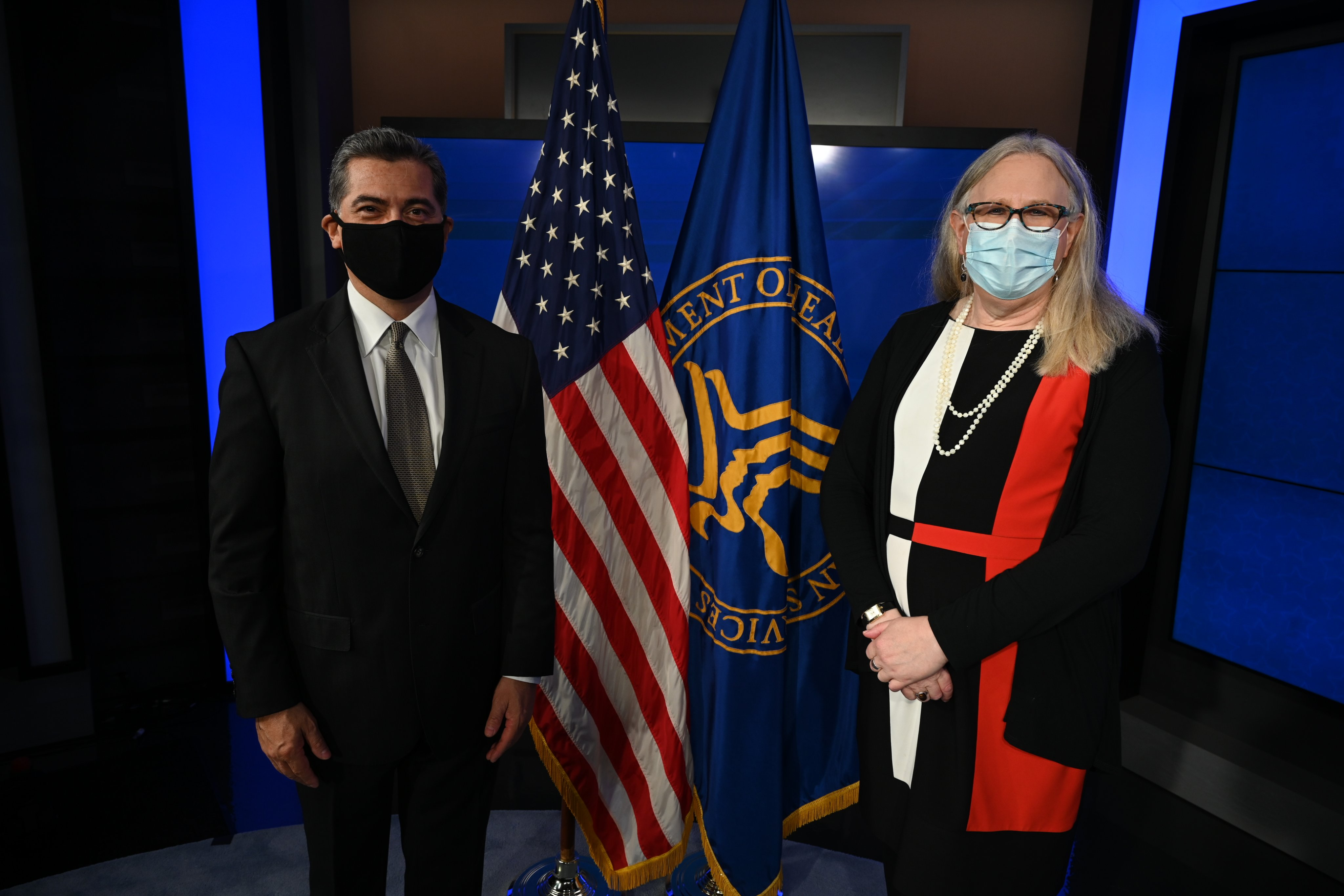
Левін з міністром охорони здоров'я та соціальних служб США Ксав'є Бесерра після присяги на посаді помічника міністра охорони здоров'я, 27 березня 2021 р.

13 лютого 2021 року президент Джо Байден офіційно призначив Левін на посаду помічника міністра охорони здоров'я. Її затвердження відбулося 25 лютого. 17 березня комітет проголосував 13 проти 9 за висунення кандидатури до повного голосування в Сенаті. 24 березня Сенат проголосував 52 проти 48, а двоє республіканців приєдналися до всіх членів фракції Демократичної партії, щоб підтвердити її кандидатуру. Вона стала першою відкрито трансгендерною особою, що займає посаду, яка вимагає затвердження Сенатом. Раніше трансгендерні федеральні чиновники, такі як Аманда Сімпсон, займали посади, які не вимагали підтвердження Сенатом.
19 жовтня 2021 року Левін отримала звання чотиризіркового адмірала в Корпусі служби охорони здоров'я США, ставши першим відкрито трансгендерним чотиризірковим офіцером в будь-якій з військових служб США. Вона також перша жінка-чотиризірковий адмірал у військовому корпусі.

## Особисте життя
У 1988 році Левін одружився з Мартою Післі Левін. У них народилося двоє дітей. Пара розлучилися в 2013 році, вже після камінг-аута Левін.